# 伊與田俊
伊與田 俊（いよだ しゅん、1986年9月30日 - ）は、愛知県出身のバスケットボール選手である。ポジションはガード。

## 来歴
安城学園高校を卒業後、明治大学に進学。
卒業後、アイシン・エィ・ダブリュ アレイオンズ安城に入団。

## 経歴
- 名古屋市立鳴海東部小学校 - 萩山中学校 - 安城学園高校 - 明治大学 - アイシン・エィ・ダブリュ アレイオンズ安城